# Теракти в Джакарті 14 січня 2016 року
Теракти в Джакарті 14 січня 2016 року — серія з шести скоординованих підривів вибухових предметів терористами-смертниками і стрілянини в центральному районі Джакарти, Індонезія. Після серії вибухів сталася перестрілка між поліцією і злочинцями. Загинуло 7 людей, включаючи 5 бойовиків. Серед двох загиблих мирних жителів — один громадянин Індонезії та один громадянин Канади.
Всі вибухи сталися на відстані 50 метрів один від одного в центральному фешенебельному та діловому районі міста неподалік від поліцейського поста, поруч з кафе Starbucks і рестораном Burger King, та біля торгового центру «Саринах Тхамрін», де також знаходиться офіс Організації Об'єднаних Націй.
Серію вибухів влаштувала група з приблизно 10-14 бойовиків, у тому числі кількох терористів-смертників. Метою нападників були, скоріше за все, сили охорони правопорядку. Відповідальність за теракти взяла на себе організація Ісламська держава. Після терактів у місто була введена бронетехніка.